# Nello Riviè
Nello Riviè pseudonimo di Aniello Rivieccio (Torre del Greco, 23 marzo 1934 – Roma, 22 giugno 2002) è stato un attore e doppiatore italiano.

## Biografia
Dopo avere calcato le scene teatrali del suo paese natale, dove partecipa alla temperie culturale locali con pittori come Salvatore Flavio Raiola, registi teatrali quali Lucio Beffi (alla cui memoria dedica con Anna Mazzamauro un saluto in occasione della morte avvenuta nel 1986) e attori come Elio Polimeno, si trasferisce a Roma, dove consegue il diploma presso l'Accademia Sharoff, prima scuola teatrale a tenere corsi di recitazione seguendo il metodo Stanislavskij in Italia (un anno prima che venisse adottato dal celeberrimo actors studio di New York), che annovera fra i suoi allievi Arnoldo Foà, Alida Valli, Lando Buzzanca e Anna Mazzamauro. Nel corso dell'attività teatrale, ha avuto modo di collaborare con artisti quali Carlo Dapporto, Marisa Del Frate, Adolfo Celi e Nino Taranto.

### Vita privata
È stato il compagno dell'attrice Anna Mazzamauro.

## Filmografia

### Cinema
- Le due facce del dollaro, regia di Roberto Bianchi Montero (1967)
- Una ragazza piuttosto complicata, regia di Damiano Damiani (1969)
- Roma bene, regia di Carlo Lizzani (1971)
- Donnarumma all'assalto, regia di Marco Leto (1972)
- Quel gran pezzo dell'Ubalda tutta nuda e tutta calda, regia di Mariano Laurenti (1972)
- Come fu che Masuccio Salernitano, fuggendo con le brache in mano, riuscì a conservarlo sano, regia di Silvio Amadio (1972)
- Incensurato provata disonestà carriera assicurata cercasi, regia di Marcello Baldi (1972)
- La villeggiatura, regia di Marco Leto (1973)
- Quando l'amore è sensualità, regia di Vittorio De Sisti (1974)
- KZ9 - Lager di sterminio, regia di Bruno Mattei (1977)
- Tre sotto il lenzuolo, regia di Domenico Paolella e Michele Massimo Tarantini (1979)
- Cafè Express ,regia di  Nanni Loy  (1980)
- Pover'ammore, regia di Vincenzo Salviani (1982)
- Biancaneve & Co., regia di Mario Bianchi (1982)
- Scugnizzi, regia di Nanni Loy (1989)
- Le amiche del cuore, regia di Michele Placido (1992)
- Giovanni Falcone regia di Giuseppe Ferrara (1993)
- Fantozzi - Il ritorno, regia di Neri Parenti (1996)
- Pay per view, short movie presentato presso la Scuola Nazionale del Cinema, regia di Genti Minga (1996)
- Il manoscritto di Van Hecken, regia di Nicola De Rinaldo  (1998)
- I cavalieri che fecero l'impresa, regia di Pupi Avati (2001)[4]

### Televisione
- La voce nel bicchiere, regia di Anton Giulio Majano  (1959)
- Macbeth, regia di Alessandro Brissoni (1960)
- I miserabili, regia di Dante Guardamagna (1964)
- Mia famiglia, regia di Eduardo De Filippo (1964)
- Chi è cchiu' felice 'e me!, regia di Eduardo De Filippo (1964)
- Le avventure di Laura Storm, regia di Camillo Mastrocinque – miniserie TV (1965)
- Il conte di Montecristo, regia di Edmo Fenoglio – miniserie TV (1966)
- Delirio a due, regia di Vittorio Cottafavi, trasmessa il 28 ottobre 1967.
- Tutto Totò, serie televisiva, regia di Daniele D'Anza (1966)[5]
- Abramo Lincoln-Cronaca di un delitto , regia di Daniele D'Anza (1967)
- La rivolta dei decabristi, regia di Marco Leto (1970)
- All'ultimo minuto-il borsaiolo, regia di Ruggero Deodato (1972)
- Il caso Pinedus, di Paolo Levi, regia di Maurizio Scaparro, 13 ottobre 1972.
- I demoni di Fedor Dostoevsky, regia di Sandro Bolchi (1972)
- Joe Petrosino, serie televisiva, regia di Daniele D'Anza (1972)
- Gli strumenti del potere - 1925/1926 la dittatura fascista, regia di Marco Leto – film TV (1975)
- Sam & Sally, serie televisiva francese, regia di Jean Girault, Robert Poulet, Nicolas Ribowsky, Joel Santoni (1980)
- Naso di cane, film TV, regia di Pasquale Squitieri (1987)
- Ein Haus in der Toscana, serie tv, regia di Gabi Kubach (1991)
- Ma il portiere non c'è mai?, serie televisiva, regia di Carlo Corbucci, Rossano Mancin e Pipolo (2002)

## Teatro
- Giulio Cesare, regia di Sandro Bolchi, pièce teatrale trasmessa su Rai Uno il 19 febbraio 1965.
- La sottoscritta avendo sposato un ergastolano, piece teatrale in scena al teatro Parioli in Roma, di Dino Verde e Bruno Broccoli, regia di Marcello Aliprandi,  con Rossella Como e Riccardo Garrone (1968)[6]
- Il cantastorie - interprete nella pièce di cabaret con Bruno Lauzi e Anna Mazzamauro (1974)[7]
- Cuore di gomma, esperimento di teatro cabaret, con Anna Mazzamauro e Bruno Lauzi (1975)[8]
- Brutta & cattiva - Coautore della pièce teatrale portata in scena da Anna Mazzamauro (1981-1982)
- Cyrano de Bergerac, di Edmond Rostand, riduzione e adattamento di Nello Riviè e Anna Mazzamauro, portato in scena da Anna Mazzamauro (2003-2004)
- Il fratello dall'America, scenetta comica con Nino Taranto, Luisa Conte, Carlo Taranto e Aurelio Farace, anni 1960.

## Doppiaggio
- Jean Martinelli interprete di Zeus ne " Le 12 fatiche di Asterix "  (1976)
- secondo dottore del caso Murphy in  Coma profondo ,  regia di Michael Crichton (1978)
- Pinkerton # 2 ne  I cavalieri delle lunghe ombre  regia di Walter Hill (1980)
- Raffaele Di Sipio  interprete del coreografo in Asso (1981)
- Parzan in Dr. Slump e Arale  the Movie: La grande corsa intorno al mondo (1983)[9]
- Voce ricorrente in ruoli diversi nei singoli episodi della serie Lupin III (1987)
- Ted White  interprete di Tommy Ray in  Su e giù per i Caraibi (1987)
- Harry Carey Jr. Interprete di Mutino in Le nuove avventure di Guglielmo Tell (1987)
- Ahmet, interpretato da Barry Ashley, nel film  aiuto chi ha lasciato la bambina nel taxi (1991)
- Anziano intervistato nel film  La pistola nella borsetta  , regia di Allan Moyle  ( usa 1993)
- Romualdo in "La Freccia azzurra", per la regia di Enzo D'Alò (1996)
- Arthur Malet  interprete del viaggiatore Majior Domo in Anastasia  (1997)
- Horst  nella serie animata Quack Pack di Walt Disney (1997)
- Tony in Lilli e il vagabondo II - Il cucciolo ribelle  (2001)

## Musica
- Il narratore nella registrazione de il Tigrane  di Alessandro Scarlatti, con Sylvia Geszty, Orchestra da camera "Alessandro Scarlatti" di Napoli della RAI, 14 novembre 1970.[10]

## Pubblicità
- Sole piatti liquido (1980)

## Libri
- Un uomo piangeva. Raccolta di poesie, Liberi editore, 2004, ISBN 9788889273012. (postumo)